# つくばユナイテッドSun GAIA
つくばユナイテッドSun GAIA（つくばユナイテッドサンガイア）は、茨城県つくば市に本拠地を置くプロバレーボールクラブである。運営母体は、株式会社サンガイア。2025-26シーズン、トップチームはV.LEAGUE MEN 東地区に所属。

## 概要
「Sun GAIA」は、大自然を象徴するSun（太陽）と産学官民四位一体（Government、Academy、Industry、A Citizen）頭文字を取ったGAIAに由来。
TUV所属のチームの総称として「TEAM Sun GAIA」を共有し、「つくばユナイテッド CLUB」を内包している。
- 「Sun GAIA V」 (旧つくばユナイテッドSun GAIA-PRO)　トップチーム。
- 「つくばユナイテッド UNIV」 (筑波大学男女バレーボール部の別称)
- 「つくばユナイテッドSun GAIAユース」 (筑波大学医学女子バレーボール部を中心に、市内の高校生大学生を対象としたチーム)
- 「つくばユナイテッドSun GAIA-Jrユース」 (中学生対象)
- 「つくばユナイテッドSun GAIA-Jr」 (小学生対象)

## 沿革
- 2003年

東西インカレバレーボール男子王座決定戦inつくば開催をきっかけに任意団体「つくばユナイテッドVOLLEYBALL」発足。
- 2004年

Jr.チーム発足。
- 2005年

Jr.ユースチーム発足。
東西インカレの時に現役プロバレーボール選手や筑波大OBを招き、ドリームマッチを行い、そのときに発足したチームをつくばユナイテッドSun GAIAとして呼称し発足する。以後、元堺ブレイザーズ所属の増村雅尚をキャプテンとし筑波大バレーボール部OBなどを主軸にしたチーム編成を行なう。
- 2006年

第26回実業団地域リーグに参戦し優勝。
つくばユナイテッドSun GAIAの所属するつくばユナイテッドVOLLEYBALLがNPO法人格を取得。
世界バレーに先駆け、プエルトリコ男女ナショナルチームのキャンプ地の誘致における環境整備やつくば市内での親善マッチを実施。
- 2007年

つくばユナイテッドSun GAIAとして初めて黒鷲旗全日本男女選抜バレーボール大会に出場。
ワールドカップバレー開催前、昨年に引き続きプエルトリコ男子ナショナルチームが筑波大学内でのキャンプを実施。
チャレンジリーグに参戦。
2007/08シーズン開幕にあたり、初めて筑波大学以外の現役大学生がインターン選手として加入。
- 2008年

2008/09シーズンは、12チーム総当たりのレギュラーラウンドを1位で通過したが、上位8チームによるファイナルラウンドに敗れ、4位に終わった。
- 2009年

2008/09シーズン終了後に監督を辞任した山口誠の後任として、松田裕雄が監督を兼務。
8月に元日本代表の加藤陽一が加入し、つくばユナイテッドVOLLEYBALLの常任理事にも就任。
- 2010年

福井市をセカンドホームタウンに指定した。 運営法人が一般社団法人つくばユナイテッドサンガイアとなる。
- 2012年

3月 - Sun GAIA VがVチャレンジリーグにて初優勝。
- 2015年

3月 - 都澤凡夫死去に伴い、都澤みどりが理事長に就任。
- 2016年8月 - 理事長の都澤みどりがSun GAIA Vの監督を兼務[4]。
- 2020年

2020-21シーズンより五十嵐元が都澤みどりから引き継ぎ監督に就任。
- 2022年

2021-22シーズンをもって五十嵐元が監督を退任し退団。
- 2025年

株式会社サンガイアを設立し、一般社団法人つくばユナイテッドサンガイアから事業を継承。理事長の都澤みどりが代表取締役に就任。

## 団体としての活動
大会やナショナルチームの誘致・環境整備（諸々の手配）や団体の運営、グッズ開発は全てが筑波大学生およびOBなどをディレクターとした組織による事業であり、既存の概念に縛られない独創性あふれる演出が見られるのも特徴である。
- ひまCUP関東クラブサーキット総合バレーボール選手権やメディカルリーグ総合女子バレーボール選手権大会など多くのバレーボールを通した大会の運営（ホームつくば）
- 総合スポーツクラブの運営（Team Sun GAIA）
- 大会オリジナルTシャツやオフィシャルグッズの開発販売（Sun GAIA Station）

## Sun GAIA Vの成績

### 主な成績
チャレンジリーグ、チャレンジリーグI、V.LEAGUE DIVISION2 MEN
- 優勝 1回 （2011年度）
- 準優勝 1回 （2012年度）

黒鷲旗全日本選手権
- 優勝：なし
- 準優勝：なし

### 年度別成績

#### V・プレミアリーグ / V・チャレンジリーグ
| 所属        | 年度    | 最終 順位 | 参加 チーム数 | レギュラーラウンド | レギュラーラウンド | レギュラーラウンド | レギュラーラウンド | ポストシーズン | ポストシーズン | ポストシーズン |
| 所属        | 年度    | 最終 順位 | 参加 チーム数 | 順位               | 試合               | 勝                 | 敗                 | 試合           | 勝             | 敗             |
| ----------- | ------- | --------- | ------------- | ------------------ | ------------------ | ------------------ | ------------------ | -------------- | -------------- | -------------- |
| チャレンジ  | 2006/07 | 4位       | 9チーム       | 4位                | 16                 | 11                 | 5                  | -              | -              | -              |
| チャレンジ  | 2007/08 | 3位       | 10チーム      | 3位                | 18                 | 13                 | 5                  | -              | -              | -              |
| チャレンジ  | 2008/09 | 4位       | 12チーム      | 1位                | 11                 | 10                 | 1                  | 7              | 5              | 2              |
| チャレンジ  | 2009/10 | 3位       | 11チーム      | 2位                | 10                 | 9                  | 1                  | 5              | 3              | 2              |
| チャレンジ  | 2010/11 | 3位       | 11チーム      | 3位                | 16                 | 14                 | 2                  | -              | -              | -              |
| チャレンジ  | 2011/12 | 優勝      | 11チーム      | 1位                | 10                 | 9                  | 1                  | 5              | 4              | 1              |
| チャレンジ  | 2012/13 | 準優勝    | 11チーム      | 2位                | 20                 | 18                 | 2                  | -              | -              | -              |
| チャレンジ  | 2013/14 | 3位       | 11チーム      | 3位                | 20                 | 17                 | 3                  | -              | -              | -              |
| チャレンジ  | 2014/15 | 5位       | 12チーム      | 5位                | 22                 | 13                 | 9                  | -              | -              | -              |
| チャレンジI | 2015/16 | 7位       | 8チーム       | 7位                | 21                 | 5                  | 16                 | -              | -              | -              |
| チャレンジI | 2016/17 | 6位       | 8チーム       | 6位                | 21                 | 6                  | 15                 | -              | -              | -              |
| チャレンジI | 2017/18 | 7位       | 8チーム       | 7位                | 21                 | 9                  | 12                 | -              | -              | -              |

#### V.LEAGUE (2018-2024)
| 所属      | 年度    | 最終 順位 | 参加 チーム数 | レギュラーラウンド | レギュラーラウンド | レギュラーラウンド | レギュラーラウンド | ポストシーズン | ポストシーズン | ポストシーズン | 備考            |
| 所属      | 年度    | 最終 順位 | 参加 チーム数 | 順位               | 試合               | 勝                 | 敗                 | 試合           | 勝             | 敗             | 備考            |
| --------- | ------- | --------- | ------------- | ------------------ | ------------------ | ------------------ | ------------------ | -------------- | -------------- | -------------- | --------------- |
| DIVISION2 | 2018-19 | 6位       | 9チーム       | 6位                | 24                 | 9                  | 15                 | -              | -              | -              |                 |
| DIVISION2 | 2019-20 | 7位       | 12チーム      | 7位                | 21                 | 10                 | 11                 | -              | -              | -              |                 |
| DIVISION2 | 2020-21 | 5位       | 11チーム      | 5位                | 18                 | 9                  | 9                  | -              | -              | -              | 不戦勝1を含む。 |
| DIVISION2 | 2021-22 | 9位       | 15チーム      | 9位                | 28                 | 12                 | 16                 | -              | -              | -              | 不戦敗3を含む。 |
| DIVISION2 | 2022-23 | 8位       | 10チーム      | 8位                | 26                 | 11                 | 15                 | -              | -              | -              |                 |

#### SV.LEAGUE / V.LEAGUE
| 所属     | 年度    | 最終 順位 | 参加 チーム数      | レギュラーラウンド | レギュラーラウンド | レギュラーラウンド | レギュラーラウンド | ポストシーズン | ポストシーズン | ポストシーズン | 備考 |
| 所属     | 年度    | 最終 順位 | 参加 チーム数      | 順位               | 試合               | 勝                 | 敗                 | 試合           | 勝             | 敗             | 備考 |
| -------- | ------- | --------- | ------------------ | ------------------ | ------------------ | ------------------ | ------------------ | -------------- | -------------- | -------------- | ---- |
| V.LEAGUE | 2024-25 | 10位      | 8チーム （東地区） | 5位                | 28                 | 15                 | 13                 | -              | -              | -              |      |

## Sun GAIA Vの選手・スタッフ(2025-26)

### 選手
| 背番号                                                                            | 名前       | シャツネーム | 生年月日（年齢）       | 身長 | 国籍 | Pos   | 在籍年  | 前所属           | 備考   |
| --------------------------------------------------------------------------------- | ---------- | ------------ | ---------------------- | ---- | ---- | ----- | ------- | ---------------- | ------ |
| 3                                                                                 | 梅本鈴太郎 | UMEMOTO      | 1998年4月9日（27歳）   | 193  | 日本 | MB/OP | 2024年- | 日本製鉄堺       |        |
| 4                                                                                 | 榮温輝     | SAKAE        | 2001年8月29日（23歳）  | 187  | 日本 | MB    | 2024年- | 大阪体育大学     |        |
| 7                                                                                 | 長谷川直哉 | HASEGAWA     | 2002年1月15日（23歳）  | 190  | 日本 | OH    | 2024年- | 東京学芸大学     | 副主将 |
| 9                                                                                 | 松林哲平   | MATSUBAYASHI | 1999年8月20日（25歳）  | 186  | 日本 | MB    | 2022年- | 東北学院大学     |        |
| 12                                                                                | 松浦友喜   | MATSUURA     | 2005年12月30日（19歳） | 172  | 日本 | L     | 2024年- | 仙台育英学園高校 |        |
| 13                                                                                | 谷平倫樹   | TANIHIRA     | 2001年6月13日（24歳）  | 178  | 日本 | L     | 2024年- | 専修大学         |        |
| 14                                                                                | 畑中大樹   | HATANAKA     | 2002年9月15日（22歳）  | 183  | 日本 | OH    | 2024年- | 国士舘大学       | 新人   |
| 15                                                                                | 川村駿介   | KAWAMURA     | 2001年11月8日（23歳）  | 186  | 日本 | OH    | 2024年- | 仙台大学         |        |
| 16                                                                                | 村松匠     | MURAMATSU    | 2002年5月13日（23歳）  | 182  | 日本 | OH    | 2024年- | 筑波大学         | 新人   |
| 17                                                                                | 森居史和   | MORII        | 2001年9月30日（23歳）  | 178  | 日本 | S     | 2024年- | 順天堂大学       |        |
| 21                                                                                | 今野大成   | KONNO        | 2002年2月28日（23歳）  | 188  | 日本 | OH    | 2024年- | 青山学院大学     | 新人   |
| 22                                                                                | 浅野楓     | ASANO        | 2001年10月23日（23歳） | 177  | 日本 | OH    | 2024年- | 大分三好         |        |
| 23                                                                                | 徳留聖大   | TOKUTOME     | 2002年5月12日（23歳）  | 173  | 日本 | L     | 2024年- | 東京学芸大学     | 新人   |
| 24                                                                                | 浅野翼     | ASANO        | 2002年7月3日（23歳）   | 173  | 日本 | S/L   | 2025年- | 早稲田大学       | 新人   |
| 26                                                                                | 武藤茂     | MUTO         | 2001年3月25日（24歳）  | 187  | 日本 | MB/OH | 2024年- | 大分三好         | 主将   |
| 出典：チーム新体制リリース チーム公式サイト Vリーグ公式サイト 更新：2025年7月12日 |            |              |                        |      |      |       |         |                  |        |

### スタッフ
| 役職                                                                              | 名前       | 備考 |
| --------------------------------------------------------------------------------- | ---------- | ---- |
| 部長                                                                              | 不老浩二   |      |
| GM                                                                                | 都澤みどり |      |
| 監督                                                                              | 加藤俊介   |      |
| コーチ                                                                            | 飯島伸幸   |      |
| ドクター                                                                          | 西野衆文   |      |
| ドクター                                                                          | 西田雄亮   |      |
| トレーナー                                                                        | 市毛貴子   |      |
| トレーナー                                                                        | 萩野谷歩   |      |
| トレーナー                                                                        | 岩渕慎也   |      |
| トレーナー                                                                        | 山内淳平   |      |
| トレーナー                                                                        | 丸山瑞歩   |      |
| 出典：チーム新体制リリース チーム公式サイト Vリーグ公式サイト 更新：2025年7月12日 |            |      |

## 在籍していた主な選手
- 西田靖宏
- 上場雄也
- 王金剛
- 高橋賢行
- 出耒田敬
- 椿山竜介
- 加藤陽一
- 五十嵐元
- 浜崎勇矢